# Hypoponera pruinosa
Hypoponera pruinosa es una especie de hormiga del género Hypoponera, subfamilia Ponerinae. 

## Distribución
Esta especie se encuentra en Filipinas, Australia, Fiyi, Micronesia, Palaos, Papúa Nueva Guinea e Islas Salomón.